# Jonathan Sadowski
Jonathan Sadowski (* 23. November 1979 in Chicago, Illinois) ist ein US-amerikanischer Schauspieler.
Sadowski studierte Theater an der University of Illinois at Urbana-Champaign und schloss mit dem Bachelor of Fine Arts ab. Er spielte Rollen in der Fernsehserie American Dreams und den Kinoproduktionen She’s the Man – Voll mein Typ!, Stirb langsam 4.0 und Freitag der 13. In der im Herbst 2010 angelaufenen Serie Shit! My Dad Says übernimmt er die Rolle des Henry; Henrys Vater Ed wird von William Shatner gespielt.

## Filmografie (Auswahl)

### Kino
- 2006: She’s the Man – Voll mein Typ! (She’s the Man)
- 2007: Stirb langsam 4.0 (Live Free or Die Hard)
- 2009: Spring Breakdown – Alter schützt vor Party nicht (Spring Breakdown)
- 2009: Freitag der 13. (Friday the 13th)
- 2009: The Goods – Schnelle Autos, schnelle Deals (The Goods: Live Hard, Sell Hard)
- 2012: Chernobyl Diaries
- 2014: All Relative

### Fernsehen
- 2003: Navy CIS (Folge: High Seas)
- 2004: The Division (Folge: The Box)
- 2004: Lax (Folge: Unscheduled Arrivals)
- 2004: American Dreams (6 Folgen)
- 2005: Pool Guys
- 2006: My Ex Life
- 2006: The Loop (Pilot-Folge)
- 2007: Wedding Bells (Folge: The Fantasy)
- 2007: Entourage (Folge: The Prince’s Bride)
- 2007: Dr. House (Folge: The Right Stuff)
- 2007: Chuck (Folge: Chuck Versus the Sandworm)
- 2008: Terminator: The Sarah Connor Chronicles (3 Folgen)
- 2008: Courtroom K
- 2008: Squeegees
- 2009: Two Dollar Beer
- 2010–2011: Shit! My Dad Says ($h*! My Dad Says, 18 Folgen)
- 2014–2018: Young & Hungry (71 Folgen)
- 2018–2019: Lethal Weapon (5 Folgen)
- 2020: Legends of Tomorrow (Folge: Miss Me, Kiss Me, Love Me)
- 2021–2023: Sex/Life (11 Folgen)
- 2022: The Good Doctor (1 Folge)